# 坦克玛
坦克玛（Thankmar，约908年—938年7月28日），又做塔莫（Tammo）是德意志国王亨利一世和他的第一任妻子海瑟伯格（又名柳特加德）唯一的儿子。其母在嫁予亨利之前曾嫁予他人为妇，丧偶，之后入修道院为修女，为与亨利结婚而还俗。因此她的第二次婚姻被认为是无效的，二人的关系也随之破裂。坦克玛作为王子的合法性也因此被质疑。
929年亨利国王临终前在埃尔福特召开会议以确认身后继承人问题：其领土和财富被分予他的四个儿子——坦克玛，奥托，亨利和布鲁诺 ，其中奥托被指定继承王位。继承中唯一的分歧来自奥托和其同母弟亨利。为了保证奥托的加冕顺利进行，在加冕典礼过程中亨利被软禁在巴伐利亚。
937年梅泽堡伯爵齐格弗里德逝世，坦克玛试图继承他的爵位，然而奥托却命令齐格弗里德的兄弟盖罗为新一任伯爵。此時，弗兰肯的埃贝哈德和长者维希曼举兵叛乱，坦克玛因而加入了他们。在战斗中坦克玛被围困于爱瑞斯堡，在躲入圣彼得教堂寻求庇护时，遭由窗口射入的投枪射死。

## 脚注
1. ↑  Bernhardt, 3.
2. ↑  Reuter, 149, based on Flodoard and Widukind of Corvey.
3. ↑  Bernhardt, 18.
4. ↑  Ernest F. Henderson, History of Germany in the Middle Ages, G. Bell & Sons, London, 1894, p.125.

## 引用
- Reuter, Timothy. Germany in the Early Middle Ages 800–1056. New York: Longman, 1991.
- Bernhardt, John W. Itinerant Kingship and Royal Monasteries in Early Medieval Germany, c. 936–1075. Cambridge: Cambridge University Press, 1993.